# Ember Lab
Ember Lab ist ein US-amerikanisches Studio für Animation, digitale Inhalte und Videospielentwicklung mit Sitz in Los Angeles.

## Geschichte
Das 2009 von den Brüdern Mike und Josh Grier gegründete Studio hat bereits an mehreren animierten Werbespots und Markenspielen gearbeitet und 2016 einen viralen Kurzfilm mit dem Titel Terrible Fate veröffentlicht, der auf The Legend of Zelda: Majora’s Mask basiert. Nach der Veröffentlichung von Terrible Fate sah das Entwicklerteam in der Entwicklung eines Videospiels den „natürlichen nächsten Schritt“. Als sie mit der Entwicklung der Geschichte für Kena: Bridge of Spirits begannen, zog Ember Lab einen Animationsfilm oder eine Serie in Erwägung; als sie die Rot kreierten, wurde ihnen klar, dass ein Videospiel besser geeignet wäre, da die Kreaturen eine Verbindung zwischen Gameplay und Erzählung herstellten.
2017 bestand das Team aus 15 Mitarbeitern.
Im Oktober 2020 behauptete der ehemalige Designer Brandon Popovich, Ember Lab habe ihn nicht vollständig für seine Arbeit am Spiel entschädigt und Zusagen bezüglich einer Beteiligung und einer Beförderung nicht eingehalten; eine anonyme Quelle erhob ähnliche Vorwürfe und beschuldigte das Unternehmen unbezahlter Überstunden und nicht eingehaltener Versprechen einer Vollzeitstelle. Ember Lab antwortete daraufhin, dass es Aufzeichnungen über alle bezahlten Rechnungen habe und leugnete jegliche Versprechungen bezüglich einer Beteiligung oder Beförderung.
Am 21. September 2021 erschien ihr erstes Spiel Kena: Bridge of Spirits für PlayStation 4 und PlayStation 5 und Steam. Für dieses Spiel erhielt das Studio einige Awards.

## Spiele
| Jahr(e) | Spiel                   | Plattformen                           |
| ------- | ----------------------- | ------------------------------------- |
| 2021    | Kena: Bridge of Spirits | PlayStation 4, PlayStation 5, Windows |